# Тіруа
Тіруа (ісп. Tirúa) — селище в Чилі. Адміністративний центр однойменної комуни. Населення - 2508 осіб (2002). Селище і комуна входить до складу провінції Арауко і регіону Біобіо.
Територія комуни — 624,4 км². Чисельність населення - 10 542 жителя (2007). Щільність населення - 16,88 чол./км².

## Розташування
Селище розташоване за 173 км південно-західніше адміністративного центру області міста Консепсьйон та за 82 км південніше адміністративного центру провінції міста Лебу.
Комуна межує:
- на півночі — з комуною Каньєте
- на північному сході — з комуною Контульмо
- на південному сході - з комуною Лумако
- на півдні - з комуною Карауе

На заході комуни розташований Тихий океан.

## Демографія
Згідно з даними, зібраними під час перепису Національним інститутом статистики, населення комуни становить 10 542 осіб.

### Найважливіші населені пункти комуни
- Тіруа (селище) — 2508 жителів
- Кідіко (селище) — 1013 мешканців